# Port lotniczy Agatti
Port lotniczy Agatti, Agatti Aerodrome (ICAO: VOAT) – port lotniczy położony na wyspie Agatti, na archipelagu Lakszadiwy, w Indiach.